# Sotos del Burgo
Sotos del Burgo es una localidad española de la provincia de Soria, partido judicial de Burgo de Osma (comunidad autónoma de Castilla y León). Pertenece al municipio de Valdemaluque.

## Historia
En el censo de 1879, ordenado por el conde de Floridablanca, figuraba como lugar  del Partido de El Burgo de Osma en la Intendencia de Soria, con jurisdicción de realengo y bajo la autoridad del alcalde pedáneo. Contaba con 120 habitantes.
A la caída del Antiguo Régimen la localidad se constituye en municipio constitucional  en la región de Castilla la Vieja que en el censo de 1842 contaba con 25 hogares y 96 vecinos, para posteriormente integrarse en Valdemaluque.

## Demografía
En el año 1981 contaba con 201 habitantes, concentrados en el núcleo principal, pasando a 90 en 2010, 43 varones y 47 mujeres.
| Gráfica de evolución demográfica de Sotos del Burgo entre 2000 y 2010                            |
|                                                                                                  |
| Población de derecho (2000-2010) según los censos de población del INE a 1 de enero de cada año. |